# Русский Вожой
Ру́сский Вожо́й — деревня в Завьяловском районе Удмуртии, входящая в Ягульское сельское поселение. Расположена в 23 км к северо-востоку от центра Ижевска на левом берегу реки Вожойка у места впадения в неё Конанки. Имеется крупный пруд на Вожойке.
Ранее рядом с деревней проходила узкоколейная железная дорога, соединявшая Сокол и Хохряки и обслуживавшая торфопредприятие в Соколе.

## История
До революции Русский Вожой входил в состав Сарапульского уезда Вятской губернии. По данным десятой ревизии в 1859 году в 52 дворах казённого починка Русский Вожой при речках Вожойке, Быдвайке и Чернушке проживал 461 человек, работало 2 мельницы и 4 кузницы.
В 1920 году деревня входит во вновь образованную Вотскую АО, где включается в Ягульский сельсовет.

## Улицы
Буммашевская, Восточная, Дружбы, Дубовая, Кедровая, Лесная, Лесническая, Луговая, Мира, Молодёжная, Новостроительная, Прохладная, Прудовая, Рябиновая, Свободы, Солнечная, Сосновая, Ягодный-10 (тупик). 

## Транспорт
Деревню связывает с Ижевском автобус № 315, а с районным центром — маршрутное такси № 368.